# Gamensee (bei Tiefensee)
Der Gamensee (oder Großer Gamensee) liegt bei Tiefensee im Land Brandenburg.

## Naturräumliche Lage
Der See liegt in der eiszeitlichen Rinne des Gamengrundes, der als Geotop das Hochplateau des Barnim durchschneidet, in dem großen zusammenhängenden Waldgebiet nördlich von Strausberg bei Berlin, das sich von Hirschfelde im Südwesten bis Sternebeck im Nordosten erstreckt. Das Westufer des Sees gehört wie Tiefensee seit 2003 zur Gemarkung der Stadt Werneuchen, das Ostufer teilen sich die Gemeinden Höhenland im Norden und Prötzel im Süden. 
Der Wasserspiegel liegt durchschnittlich 76 m ü. NHN, ist aber korrespondierend mit dem regionalen Grundwasserstand deutlichen Schwankungen von 1,5 bis 2,5 m ausgesetzt. Der See gehört zu einem oberflächlich abflusslosen Gebiet, speist aber zusammen mit den beiden nördlichen Nachbarseen, Mittelsee und Langer Haussee, durch unterirdische natürliche Abflüsse das im südlichsten Teil des Gamengrundes entspringende Fredersdorfer Mühlenfließ.
Der etwa zwei Kilometer lange Gamensee ist der größte und zugleich tiefste Rinnensee des Gamengrundes. Er wird von einem ein bis drei Meter breiten, fast geschlossenen Röhrichtsaum umgeben, der abschnittsweise von verschiedenen Arten dominiert wird. Im nördlichen Teil kommen vorwiegend Schilf und Ästiger Igelkolben vor, im südlichen die Sumpf-Segge. Am Ufer findet man einen Saum aus Erlen, am Nordostufer Haselsträucher. Die Tiefe des Sees nimmt nach Süden hin zu. Im flacheren Nordteil gibt es inselartigen Bestände der Krebsschere. Außerdem sind kleinere Bestände des Schwimmenden Laichkrauts und des Ährigen Tausendblattes vorhanden. In ufernahen Bereichen kommen vereinzelt Bestände der Gelben Teichrose vor. Der Gamensee wurde als stark eutroph eingestuft.

## Tourismus und Freizeitgestaltung
Der Gamensee ist sowohl als Badesee als auch als Angelgewässer nutzbar. An seinem nördlichen Ende befindet sich ein Campingplatz. Geangelt werden Aal, Flussbarsch, Brachse, Hecht, Karpfen, Rotauge, Schleie und Zander. Der See wird darüber hinaus von einem Fischereibetrieb in Prötzel bewirtschaftet.

## Etymologie
Im Schmettauschen Kartenwerk (1767–1787) ist er als „Jamsee“ eingetragen, während der heutzutage weniger bekannte (zweite) Gamensee, ganz im Norden des Gamengrundes, damals schon „Gahmensee“ hieß. Der Name wird vom altpolabischen „jam’n-“ (von „jama“; deutsch: „Wildgrube, Höhle, Vertiefung“) abgeleitet.